# Josep Jordi Guardiola i Bonet
Josep Jordi Guardiola i Bonet (Barcelona, 1869-1950) fou un pintor i ceramista gracienc.
Es va formar com a pintor a l'Escola de la Llotja, des d'on començà a fer diverses exposicions ja de jove (Sala Parés…) A poc a poc va anar incloent diversos treballs de ceràmica, amb els quals tindria un gran reconeixement. Durant els anys 30 de segle xx el govern francès el va becar per a fer una residència a Sèvres, on va desenvolupar diversos treballs ceràmics que es van vendre entre el públic francès.
El seu estil es caracteritza per una influència modernista tocada per l'horror vacui, tot i que els seus darrers treballs tenen certa influència del Noucentisme.